# Francesco Boccaccino

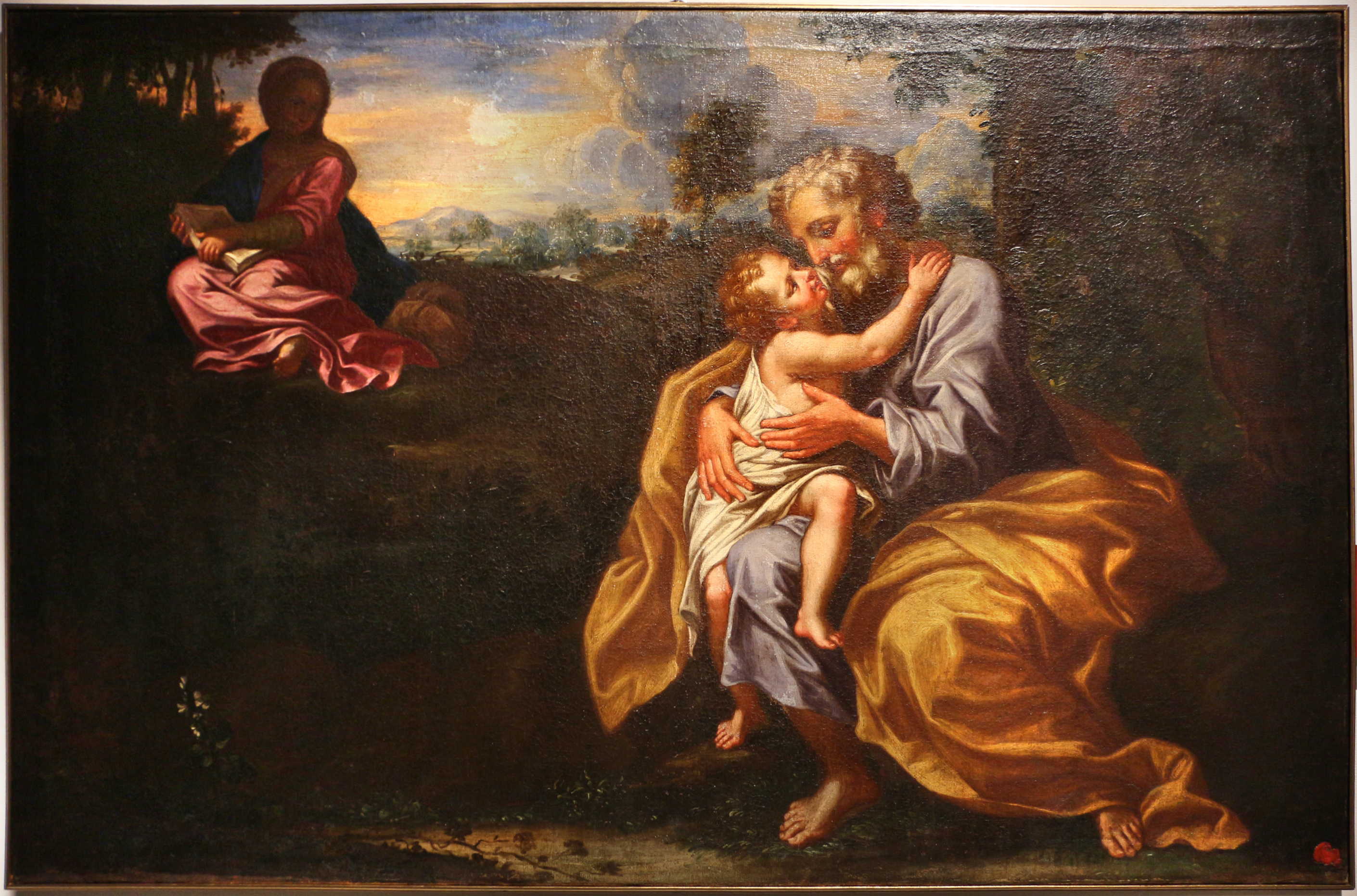
Francesco Boccaccino, Sacra Famiglia - Cremona, Museo civico

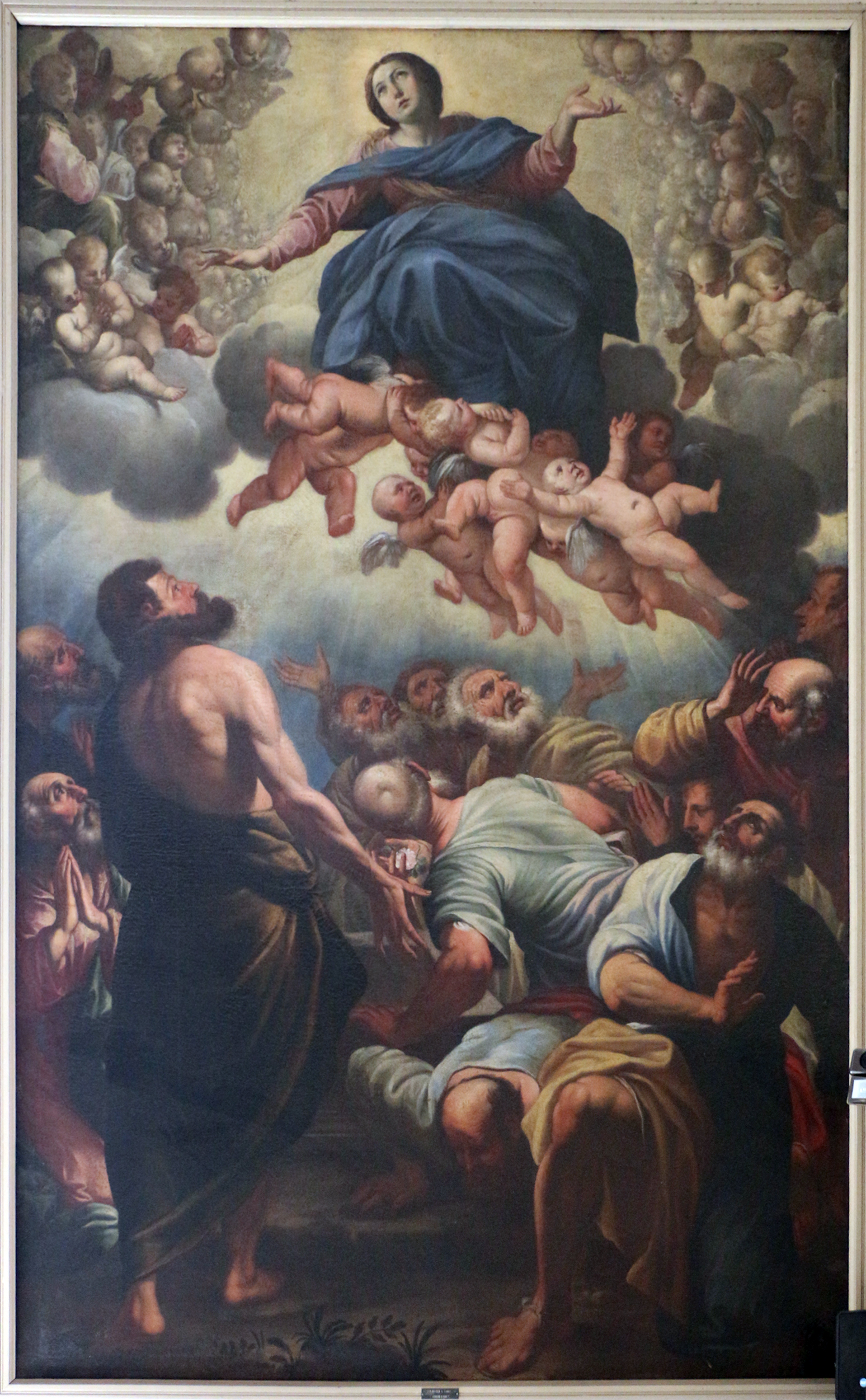
Francesco Boccaccino, Madonna in gloria con Apostoli - Cremona, Palazzo del Comune

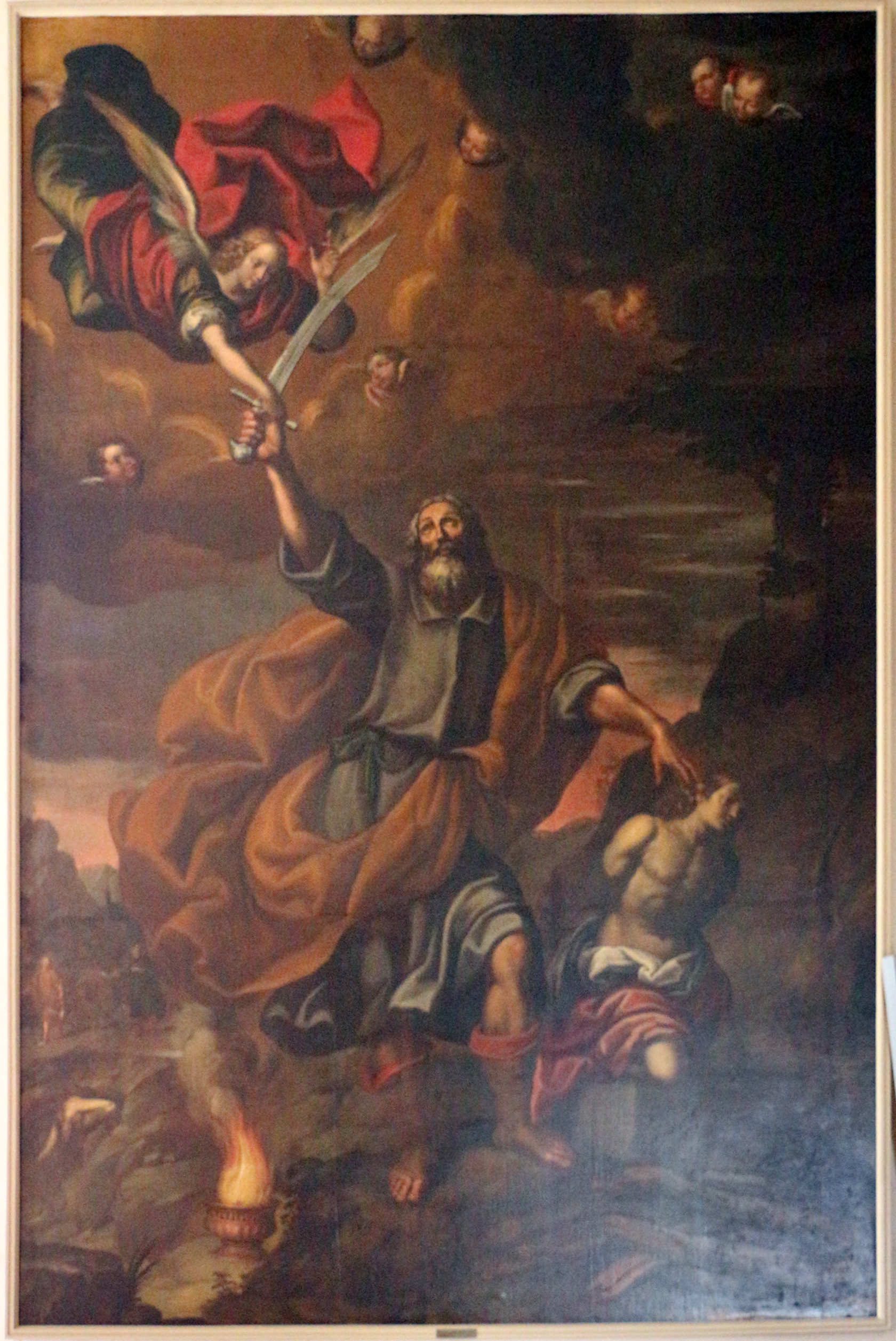
Francesco Boccaccino, sacrificio d'Isacco - Cremona, Palazzo del Comune

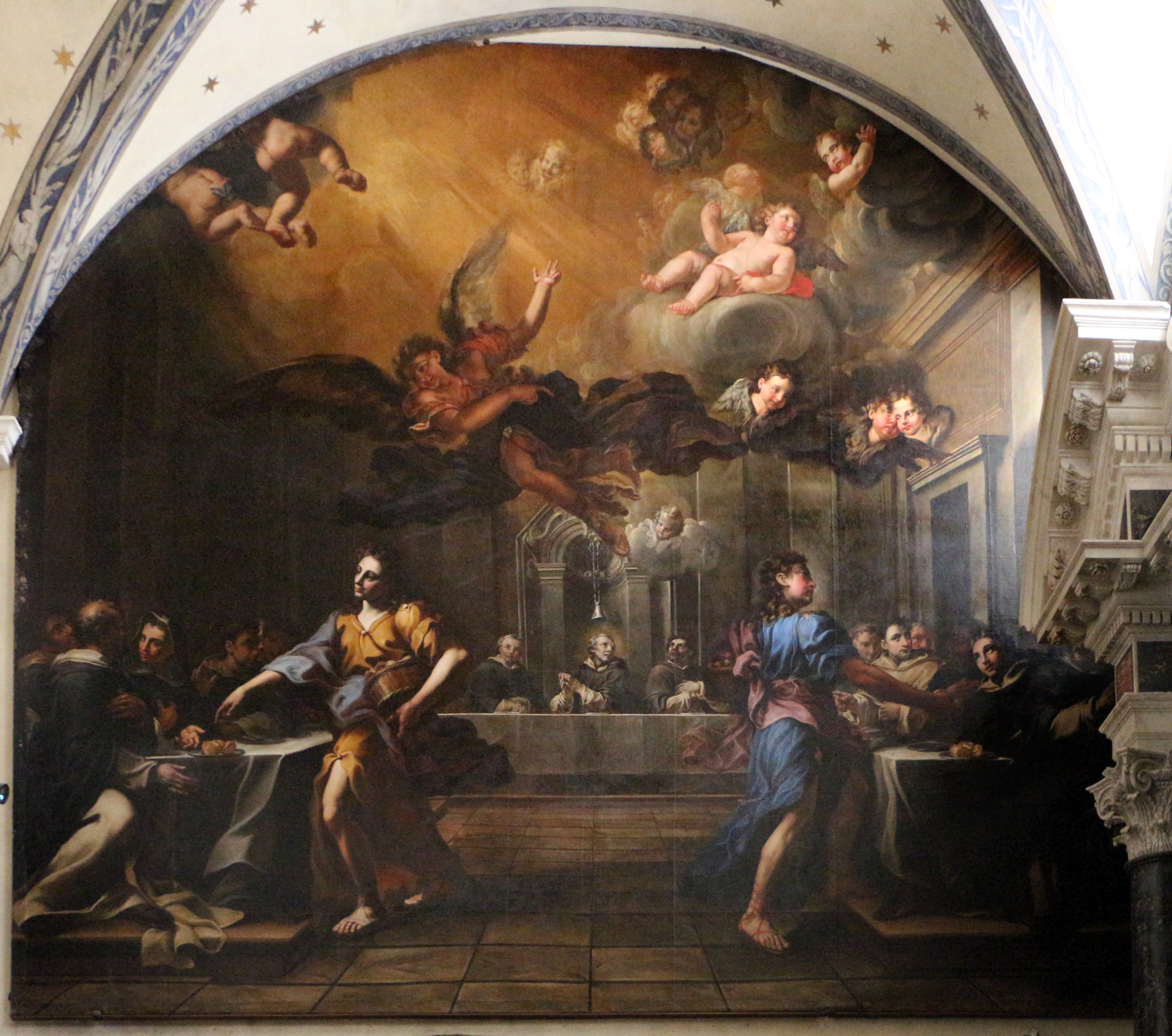
Francesco Boccaccino, miracolo dei pani serviti dagli angeli ai primi Domenicani - Genova, Chiesa di Santa Maria di Castello

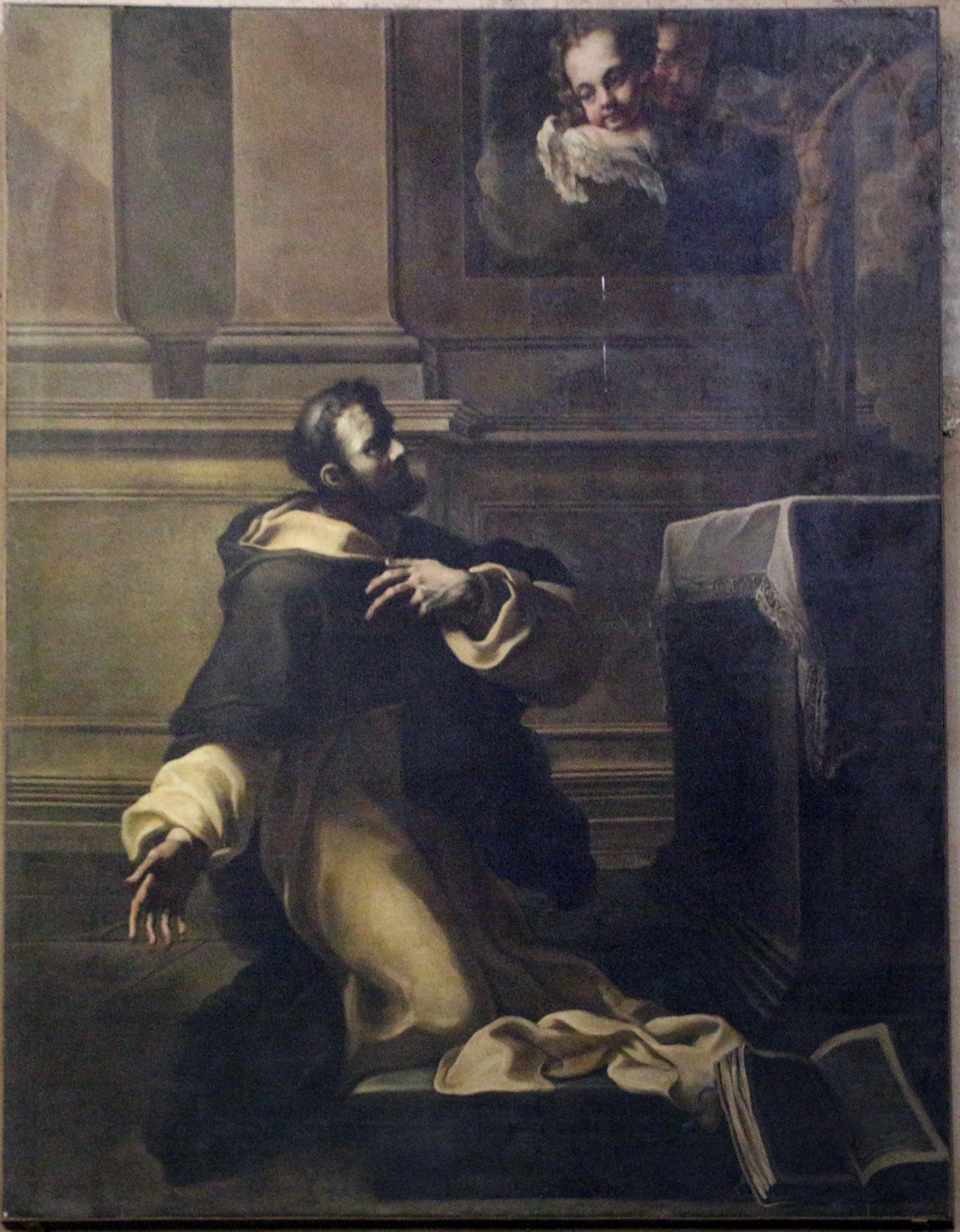
Francesco Sigismondo Boccaccino, il Crocifisso parla a S. Pietro martire, 1697 - Genova, Chiesa di Santa Maria di Castello

Francesco Boccaccino (Cremona, 1660 ca. – Cremona, 1750 ca.) è stato un pittore italiano.

## Biografia
Francesco Sigismondo Boccaccino nasce a Cremona nel 1660 ca., figlio di Lorenzo e di Teresa della Spigna, studia disegno e pittura presso la bottega di Giovanni Battista Natali e nel 1681, insieme al fratello Giulio Cesare, si recano a Roma a studiare presso i pittori Giacinto Brandi e poi Carlo Maratta. Lavora a Roma presso il collegio dei Gesuiti poi ad Asti e Vercelli al seguito del cardinale Ripa vescovo di Vercelli. Ritorna a Cremona; lavora nel palazzo Trecchi dove realizza otto quadri e, insieme a Giuseppe Natali per le quadrature,  affresca a palazzo Lodi-Mora- Zaccaria la volta dello scalone con l’Aurora e in una sala rappresenta Leopoldo I a cui Giove consegna i fulmini alla presenza di Minerva, Ercole e molte virtù personificate. 
Dopo questi lavori torna a Roma nel 1701 per rivedere il fratello rimasto là e qui lavora per un mercante di Lisbona che gli procura molte commissioni. Viene chiamato a Genova dai frati Domenicani della Chiesa di Santa Maria di Castello per i quali realizza quattro dipinti: uno posto sopra la porta maggiore della chiesa, due sopra le porte laterali e una grande tela per il refettorio. Ritorna a Cremona dove lavora per i privati e per diverse chiese cittadine. Nella sua bottega ebbe diversi allievi fra i quali Giacomo Guerrini, Antonio Beltrami e Pietro Antonio Balestra. Il 17 giugno 1740 il Boccaccino detta il suo testamento al notaio Giuseppe Manusardi in cui lascia i suoi beni alle nipoti Teresa e Clelia figlie di suo fratello Giulio Cesare ed esprime la volontà di essere sepolto nella chiesa di S. Agostino nella cappella della Beata Vergine e in una postilla del 1741 stabilisce che i ‘‘disegni grandi ad uso cartoni’‘ vengano divisi tra i suoi scolari.  Muore in tarda età, si presume nel 1750 ca.

## Opere principali e loro collocazione
- Borgo San Giacomo (BS) – Chiesa parrocchiale - sull’altare della Madonna tela che rappresenta la Circoncisione di Gesù
- Busseto - Collegiata di San Bartolomeo Apostolo - S. Bartolomeo portato in gloria dagli Angeli
- Casalbuttano (CR) -  Chiesa oratorio di san Francesco – ‘‘Transito di San Francesco Saverio’‘
- Castel Gabbiano (CR) – Chiesa di Sant’Alessandro - pala d’altare ‘‘Circoncisione’‘
- Castelverde ex comune di Castagnino Secco - Chiesa parrocchiale -  la pala dell'altare maggiore Martirio di sant'Archelao, e la pala d'altare della prima cappella di sinistra San Francesco Saverio
- Cingia de' Botti (CR) – Chiesa parrocchiale dei SS. Pietro e Giovanni – Martirio di S. Pietro
- Cremona – Battistero – avanzi di dipinti a fresco fra i colonnati, parte dei quali di Francesco Boccaccino[6].
- Cremona - Museo civico Ala Ponzone Sacra Famiglia
- Cremona - Palazzo del Comune - Madonna in gloria con Apostoli[7]; Sacrificio di Isacco
- Cremona - Palazzo Trecchi - otto quadri
- Cremona - Palazzo Lodi-Mora-Zaccaria - affreschi insieme a Giuseppe Natali
- Cremona - Chiesa di Sant’Agata - sopra la porta del presbiterio ‘‘La moltiplicazione del pane’‘ (un tempo nel refettorio dei padri teatini)[8].
- Cremona - Chiesa di pei SS. Apollinare ed Ilario - un ovale con S. Anna, la Vergine e S. Gioacchino; uno rettangolare con Il Transito di S. Giuseppe[9].
- Cremona - Chiesa di S. Domenico (oggi distrutta) - affresco ‘‘San Domenico scaccia i demoni’‘[10].
- Cremona - Chiesa dei SS. Giacomo e Vincenzo -  sul presbiterio la pala ‘‘ San Gioacchino e l’Angelo che gli appare in sogno’‘[11].
- Cremona - Chiesa di S. Gregorio e della Santissima Trinità – ‘‘ martirio di Sant’Orsola’‘ e ‘‘l’Adorazione dei Magi’‘
- Cremona - Chiesa di S, Ilario - seconda cappella a destra due tele: ‘‘Maria e i suoi genitori’‘ e ‘‘gloria di San Giuseppe’‘
- Cremona – Basilica di San Michele Vetere – tela di San Francesco d’Assisi in atto di svenimento[12].
- Cremona - Chiesa dei Santi Siro e Sepolcro - tela con Gesù in croce con un braccio distaccato dal tronco che benedisce le cicatrici di S. Pellegrino Lanziosi  (prima nella chiesa scomparsa di S. Vittore).[13]
- Cremona - Chiesa di San Sigismondo – cappella dell'Angelo Custode - pala d'altare ‘‘Angelo custode che soccorre un bambino’‘.[14]
- Cremona - Oratorio di San Gerolamo – ‘‘Affresco sulla volta del coro con quadrature di Giuseppe Natali [15].
- Genova – Chiesa di Santa Maria di Castello –  nella sesta cappella di sinistra un tela raffigurante il ‘‘Miracolo dei pani serviti dagli angeli ai primi Domenicani’‘  – Sopra la bussola delle porte laterali: ‘‘Il Crocefisso parla a San Pietro Martire (1697)’‘ e ‘‘S. Pietro Martire riattacca il piede ad un giovane’‘
- Maleo – Colleggiata dei SS. Gervaso e Protaso - cappella SS. Sacramento ‘‘Adorazione dei Magi’‘[16].
- Mantova - Chiesa di S. Maurizio - San Bartolomeo sprona Pio V all'orazione per la gloria della Chiesa.[17]
- Pignolo (CR) – Chiesa del Santo Spirito – ‘‘i misteri del rosario’‘
- Roggione di Pizzighettone - Santuario della Beata Vergine, pala d’altare ‘‘Sogno di San Giuseppe’‘
- San Daniele Po – Chiesa Parrocchiale  ‘‘san Daniele salvato nella fossa dei leoni’‘
- Sesto Cremonese – Chiesa parrocchiale – ‘‘Battesimo di Gesù’‘[16].
- Soresina (CR) -  Chiesa di San Rocco - Madonna con bambino e santi Giovannino, Giuseppe e Anna.[18]
- Sarzana (SP) - Cattedrale di Santa Maria  - Madonna con Bambino con Santa Caterina d’Alessandria e Santa Barbara.[19]
- Voltido (CR) - Chiesa parrocchiale di San Michele Arcangelo - tela che raffigura la ‘‘Sacra Famiglia’‘